# Dynamene torelliae
Dynamene torelliae là một loài chân đều trong họ Sphaeromatidae. Loài này được Holdich miêu tả khoa học năm 1968.